# Wolfgang Ritscher
Wolfgang Ritscher (* 19. November 1892 in München; † 12. Mai 1964) war ein deutscher Nationalökonom und Gewerkschaftshistoriker.

## Leben
Wolfgang Ritscher studierte Nationalökonomie und Jurisprudenz in München und Paris und promovierte als Volkswirtschaftler 1916 in München bei Lujo Brentano. Ritschers Dissertation über die Geschichte des deutschen Koalitionsrechts – die Grundlage der Koalitionsfreiheit – wurde von Rainer Schröder in der Reihe der Hauptwerke des Arbeitsrechts und der Sozialpolitik neu herausgegeben und kommentiert. Ritschers Untersuchung der Vorgeschichte des deutschen Arbeitsrechts führt von der Gesellenschaft zur Gesellschaft. Rechtswissenschaft studierte Ritscher in Erlangen und promovierte 1917 bei Paul Oertmann mit einer Dissertation zur Rechtsprechung über Höchstpreise.
Rainer Schröders Neuherausgabe der Dissertation über das deutsche Koalitionsrecht umfasst eine Biographie von Ritscher. Danach begann dessen wichtigste berufliche Tätigkeit bei der Deutschen Bank in Augsburg, wo er die Banklehre vom Volontär bis zum stellvertretenden Direktor in den Jahren nach dem Ersten Weltkrieg absolvierte, bis er 1924 zum Vorstandsmitglied der Süddeutschen Holzwirtschaftsbank berufen wurde. Er heiratete 1919 Gertraude von Bismarck und hatte zwei Söhne. 1933 emigrierte er mit seiner Familie in die Tschechoslowakei, von wo er 1945 nach München zurückkehrte.
Das Bayerische Landesamt für Vermögensverwaltung und Wiedergutmachung berief ihn als Zentraltreuhänder für das ehemalige Gewerkschaftsvermögen, was im Jahr 1949 zur Gründung der Bank für Wirtschaft und Arbeit in München führte, dem ersten Institut einer unter Beteiligung von Gewerkschaften und Konsumgenossenschaften entstehenden Gruppe von Banken, die sich später zur Bank für Gemeinwirtschaft zusammenschlossen. Er war ein engagierter Vertreter der Gemeinwirtschaft als drittem Weg zwischen Sozialismus und Kapitalismus.
Als solcher gehörte er bis zu seinem Ruhestand 1961 folgenden Aufsichtsräten an: Kreditanstalt für Wiederaufbau seit 1948; Maximilianshütte seit 1952; BMW Bayerische Motorenwerke AG seit 1955; Bayer. Landesbodenkreditanstalt seit 1951. Sein soziales Engagement führte ihn in den Vorstand der Pfennigparade e.V. und in den Aufsichtsrat des Tierparks Hellabrunn.

## Auszeichnungen
- Eisernes Kreuz (1914)
- Bundesverdienstkreuz I. Klasse (1957)
- Bayerischer Verdienstorden (1962)